# وردا
وردا (به آلمانی: Werda) یک شهر در آلمان است که در زاکسن واقع شده‌است. وردا ۱٬۶۹۰ نفر جمعیت دارد.